# Gobierno y política de Liberia

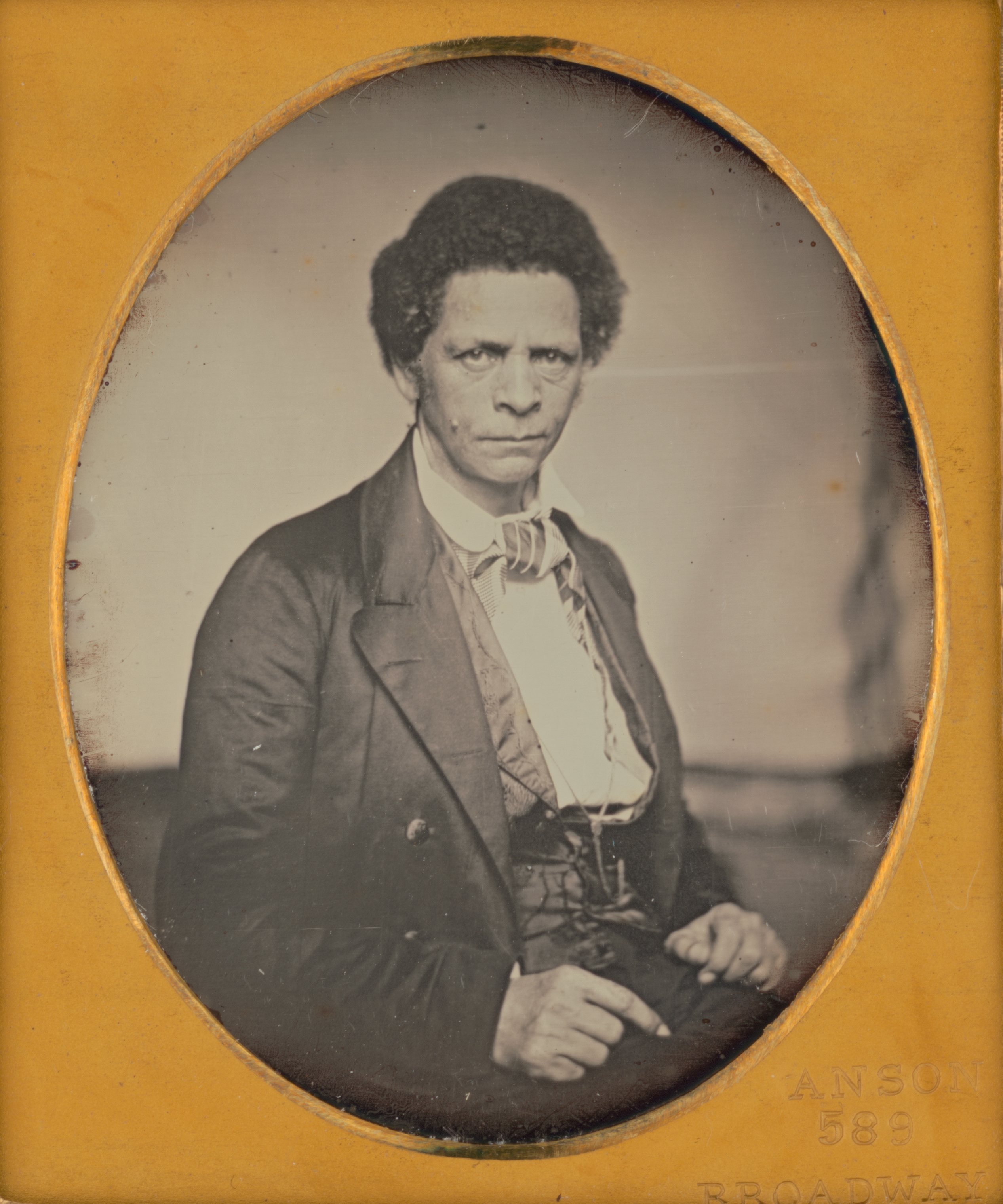
Joseph Jenkins Roberts, primer presidente de Liberia.

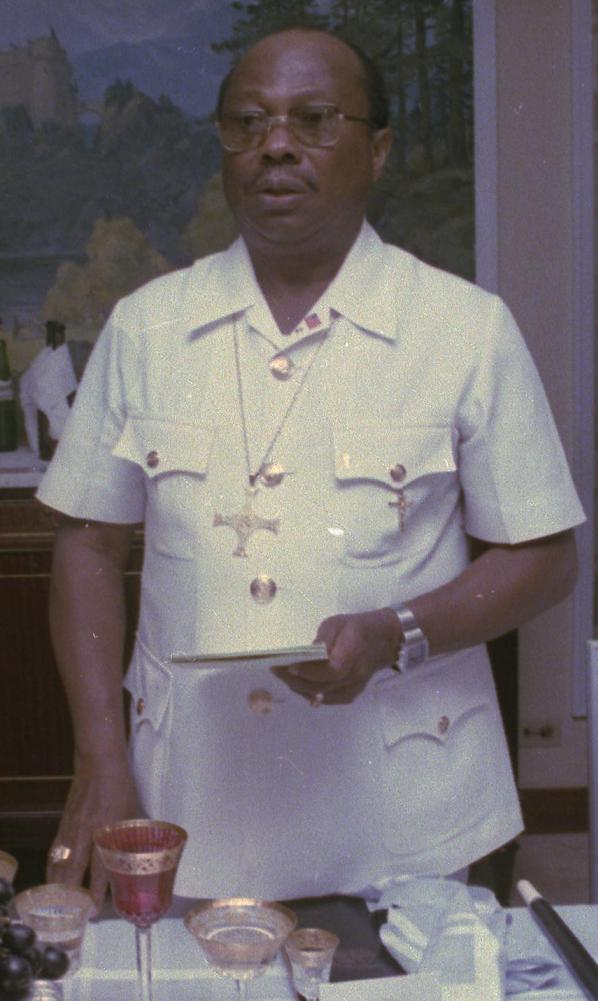
William R. Tolbert, Jr.

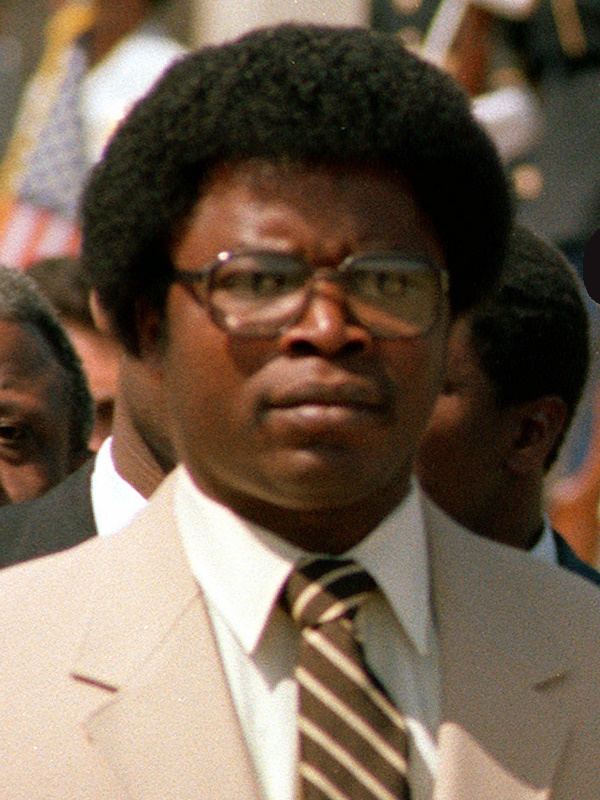
Samuel Doe, primer presidente nativo de Liberia.

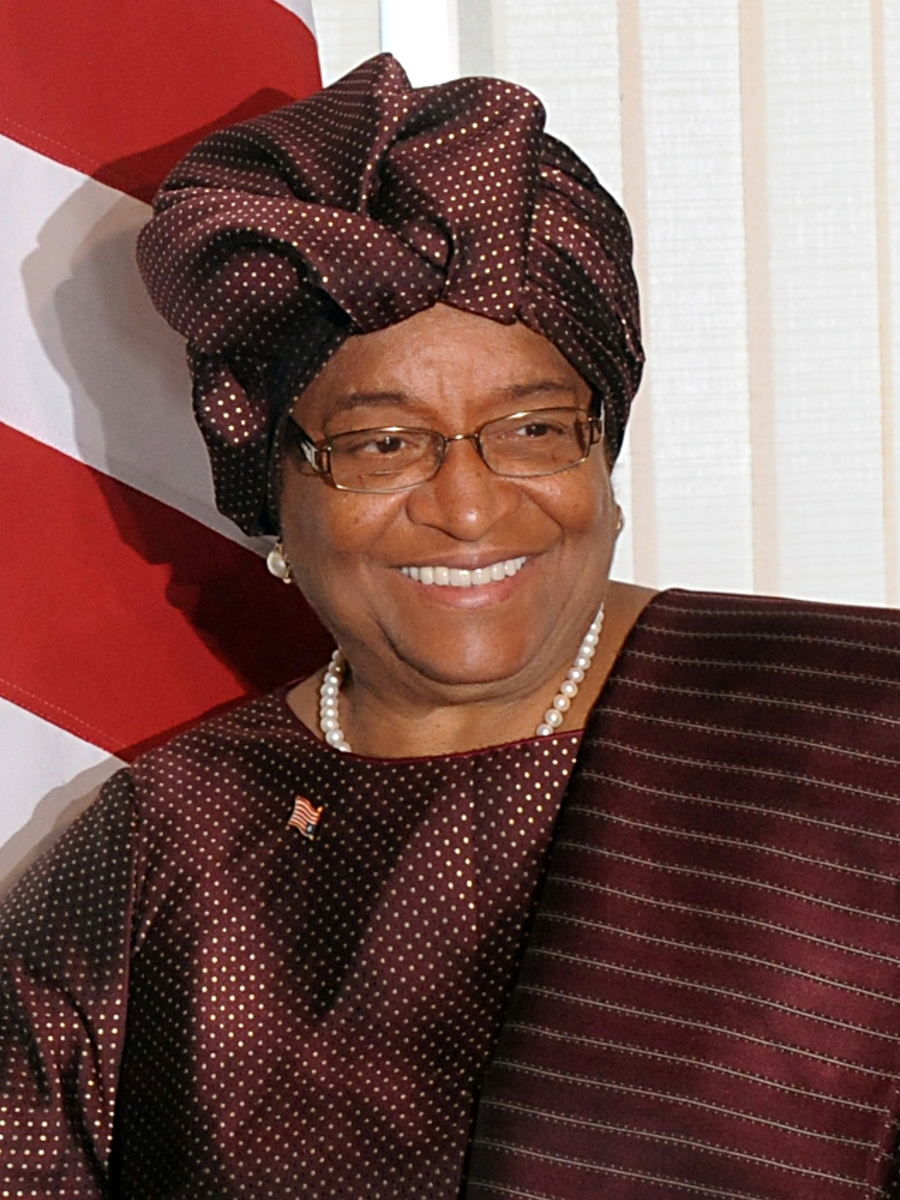
Ellen Johnson-Sirleaf, abril 2010

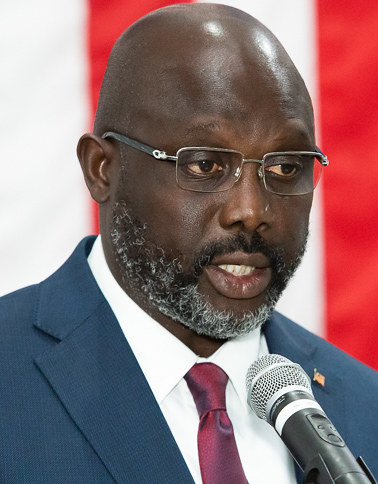
Presidente George Weah en 2019 (cropped)

El régimen constitucional de gobierno de Liberia es el de una república presidencial democrática. La constitución vigente reconoce la división tripartita de los poderes: ejecutivo, legislativo y judicial. El presidente de la república es electo cada 5 años tras la reforma constitucional de 2020. El voto es universal y el derecho a ejercerlo se obtiene a los 18 años. Las mujeres pueden votar y presentarse como candidatas a cargos electivos desde el año 1946. A lo largo del siglo XX y XXI la inestabilidad política y las guerras civiles impidieron la continuidad democrática con la instalación de gobiernos dictatoriales. Actualmente el país está presidido por Joseph Boakai, desde enero de 2024.

## Acontecimientos políticos

### Siglo XIX y principios del XX
La primera constitución de Liberia fue redactada  en 1841 con la ayuda de Simon Greenleaf, profesor de Derecho en Harvard, siguiendo el modelo de la estadounidense. Esta carta orientó los acuerdos del Congreso Liberiano que acordó la independencia del país y su primer gobierno constitucional en 1847. Los derechos políticos consagrados en esta primera instancia sólo beneficiaban a los expatriados estadounidenses, dejando fuera a toda la población local. Así nació el primer gobierno liberiano, con una bandera y una constitución diseñada en los Estados Unidos y sin participación alguna de los nativos del territorio que veían en los expatriados a gente que hablaban la legua y tenían la religión de los europeos que con anterioridad colonizaron el lugar.
Cerca de 20.000 colonos afroamericanos se asentaron en la antigua Costa de la Pimienta a partir de la década de 1820. Desde los inicios la población nativa tuvo recelos para integrarse con los expatriados, pues los recién llegados se habían apoderado de las tierras más productivas, bajo protección de la armada estadounidense. Declarada la independencia, la situación de la población local empeoró pues para participar del gobierno como elector o elegible la constitución exigía ser propietario de tierras.
Joseph J. Roberts que fue nombrado gobernador en 1841 desde los Estados Unidos. Posteriormente fue electo primer presidente de Liberia por el Congreso en 1847 en un proceso del que participaron unos 45.000 descendientes de los ex esclavos norteamericanos. Constituidos en la clase dominante del nuevo país, la defensa de sus intereses contra las rebeliones de la población nativa estuvo en manos de los marines de Estados Unidos desde los primeros años y se mantuvo durante buena parte del siglo XX. Injerencia extranjera que se sustentaba en los intereses de grandes corporaciones del país americano que explotaban el caucho (Firestone y Goodrich), riquezas minerales y el uso del pabellón liberiano para embanderar buques de flotas estadounidenses. Estas intervenciones se ejecutaban bajo pretexto de “defender la democracia”, del país africano.

### Guerra civil  y gobiernos autoritarios 1980 - 2003
En 1979 la suba del precio del arroz provocó revueltas y manifestaciones en todo el país que fueron aprovechadas por el sargento Samuel Doe para derrocar al presidente constitucional William Tolbert. Tras varios intentos de democratizar la vida política del país y al mismo tiempo, evitando nuevos golpes que lo derrocaran, en 1985 se realizaron elecciones presidenciales. Bajo acusaciones de fraude y con partidos y políticos proscriptos o encarcelados, Doe fue electo presidente con el 50,9% de los votos emitidos.
En 1989 tuvo lugar nueva una insurrección armada contra el gobierno por parte de las Fuerzas Nacionales Patrióticas de Liberia (NPFL, por sus siglas en inglés),  lideradas por el oficial del ejército Charles Taylor. En 1990 una escisión del NPFL, liderada por Prince Johnson asesinó al presidente Samuel Doe. Hasta el año 1997 que se realizaron nuevas elecciones, Liberia estuvo gobernada por distintos movimientos y facciones que se hacían con parte del territorio. Una guerra civil que dejó alrededor de 200.000 muertos y casi 1.000.000 de desplazados en un país de 2.400.000 habitantes.
En 1997 tras las elecciones presidenciales y parlamentarias mediadas por Naciones Unidas y otras organizaciones internacionales, resultó electo Charles Taylor con el 75,3% de los votos. El gobierno de Taylor enfrentó la postguerra marcada por una gran crisis económica y social. En 1999 estalló un conflicto con Ghana y Nigeria que acusaron al gobierno de Liberia de arropar al Frente Revolucionario Unido de Sierra Leona. En el año 2000 Naciones Unidas confirmó que el gobierno de Taylor suministraba armas al Frente Revolucionario Unido a cambio de diamantes que luego exportaba. La conflictividad e inestabilidad del gobierno aumentó y el 11 de agosto de 2003, Taylor dejó el gobierno en manos del vicepresidente Moses Blah.

### El retorno democrático (sigloXXI)
Después de dos años de gobierno de transición, las elecciones democráticas de finales de 2005 llevaron al poder a la presidenta Ellen Johnson Sirleaf quien fue reelecta democráticamente en 2011. Su gobierno enfrentó al desafío de reconstruir la economía de Liberia, particularmente después de la epidemia de ébola de 2014-15, y de reconciliar a una nación. Gobernó hasta 2018.
Los límites constitucionales del mandato impidieron que Ellen Johnson Sirleaf se  postularse para la reelección. Problemas legales retrasaron la segunda vuelta de las elecciones presidenciales de 2017, que finalmente ganó el exfutbolista George Weah. En marzo de 2018, la ONU completó su misión de mantenimiento de la paz de 15 años en Liberia.

## Régimen constitucional de gobierno
El gobierno de Liberia, inspirado históricamente en la estructura de gobierno de los Estados Unidos, es una república de base constitucional que da marco a una democracia representativa. El gobierno se ejerce a través de la separación de poderes: el ejecutivo, encabezado por el presidente; el legislativo, compuesto de dos cámaras  y el judicial, presidido por el Tribunal Supremo y varios tribunales inferiores.

## Poder Ejecutivo
El presidente de la república ejerce la jefatura de Estado y la de gobierno. Es elegido directamente por voto popular. Lo acompaña un gabinete  por el designado y confirmado por el Senado. Como jefe de Estado tiene es comandante en jefe de las Fuerzas Armadas de Liberia. Entre otras funciones, destacan la de promulgar o vetar proyectos de ley enviados por el poder legislativos, conceder indultos y nombrar miembros del gabinete, jueces y otros funcionarios públicos. Tradicionalmente  su mandato se extendía por  seis años, pero desde 2020 es por cinco. Son electos por mayoría de votos en un sistema de dos vueltas y puede optar por una reelección al cargo.

## Poder Legislativo
Lo ejerce la Asamblea Nacional que es bicameral, compuesta por la cámara de Representantes y el Senado. El Senado está compuesto por 30 escaños. Por voto directo son elegidos dos senadores por cada condado o distrito. Los senadores se renueva cada nueve años. El vicepresidente de la república preside el Senado.  La Cámara de Representantes está integrado por 73 miembros, electos por voto directo entre los 15 condados o distritos y en base al censo nacional. Cada distrito recibe un mínimo de dos miembros.  Su legislatura tiene una duración de seis años.

## Poder Judicial
La Corte Suprema es el órgano de mayor jerarquía judicial. Está compuesta por cinco miembros y encabezada por el presidente del Tribunal Supremo de Liberia. Los miembros son propuestos por el presidente y deben ser confirmados por el Senado. La judicatura se estructura con base en tribunales de circuito y los especializados en materia penal, civil, laboral, tráfico, etc. El sistema judicial se sustenta en dos pilares, el derecho angloamericano y el derecho consuetudinario.

## Divisiones Administrativas
La unidad básica de gobierno local es el jefe de la ciudad. Hay jefes de los clanes, los jefes supremos, y los comisionados de distrito. Los alcaldes son elegidos en las principales ciudades de Liberia. Los condados están gobernados por superintendentes nombrados por el presidente. Hay quince condados de Liberia.